# کارلو بیگاتو
کارلو بیگاتو (به ایتالیایی: Carlo Bigatto) بازیکن فوتبال اهل ایتالیا است که از سال ۱۹۲۵ میلادی عضو تیم ملی فوتبال ایتالیا بوده و در ۵ بازی ملی حضور داشته‌است. او در بازی‌های ملی‌اش گلی به ثمر نرساند.
کارلو بیگاتو آخرین بازی ملی خود را در سال ۱۹۲۷ میلادی انجام داد.